# Тар (фільм)
«Тар» — художній фільм американського режисера Тодда Філда, прем'єра якого відбулася 1 вересня 2022 року на 79-му Венеціанському кінофестивалі. Головну роль у картині зіграла Кейт Бланшетт.

## Сюжет
Центральний персонаж картини — Лідія Тар, диригентка. Вона намагається завершити симфонію, яка має стати вершиною її творчості, та переживає вкрай непростий період у житті. Опорою Лідії стає її прийомна дочка Петра.

## У ролях
- Кейт Бланшетт — Лідія Тар
- Ноемі Мерлан — Франческа Лентіні
- Ніна Хосс — Шерон Гуднау
- Джуліан Гловер — Андріс Девіс
- Марк Стронг — Еліот Каплан
- Софі Кауер — Ольга Меткіна
- Алек Болдвін — інтерв'юер Лідії (лише голос)

## Виробництво та прем'єра
«Тар» — перший фільм Тодда Філда після 16-річної перерви. Сценарій написав сам режисер, причому, за його словами, головна роль із самого початку призначалася Кейт Бланшетт. Проєкт був анонсований у квітні 2021 року, у вересні до каста приєдналися Ноемі Мерлан та німецька актриса Ніна Хосс, а композитором стала Гільдур Ґуднадоттір. Зйомки почалися в Берліні в серпні 2021. Прем'єра фільму відбулася 1 вересня 2022 року на 79-му Венеціанському кінофестивалі. 7 жовтня розпочнеться театральний реліз картини у США.